# دانييل غابيدون

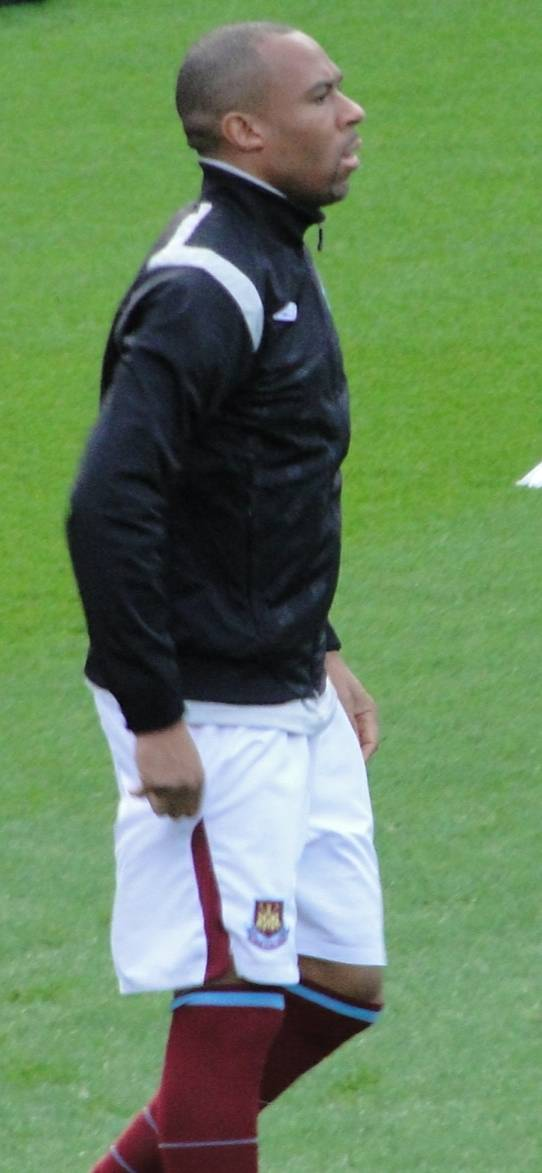
دانييل غابيدون

دانييل غابيدون (بالإنجليزية: Danny Gabbidon)‏، من مواليد 8 أغسطس 1979 في كومبران في ويلز، لاعب كرة قدم ويلزي.
بدأ مسيرته الكروية مع نادي وست برومتش ألبيون في عام 1998، ولعب معهم حتى عام 2000، وشارك معهم في 20 مباراة، وفي عام 2000 أعير إلى نادي كارديف سيتي، ولعب معهم 7 مباريات، وفي عام 2000 انتقل إلى نادي كارديف سيتي، ولعب معهم حتى عام 2005، وشارك معهم في 190 مباراة وسجل 10 أهداف، ومنذ عام 2005 وهو يلعب مع نادي وست هام يونايتد.
و قد بدأ باللعب مع منتخب ويلز لكرة القدم في عام 2002.

## مسيرته الكروية
لعب دانييل غابيدون خلال مسيرته الاحترافية مع 5 أندية في سبعة عشر موسمًا وسجل خلالها 12 هدفًا ضمن 367 مباراة. ولم يفز بأي موسم بالكأس أو بالدوري.
خاض دانييل غابيدون مسيرته مع نادي وست بروميتش ألبيون في موسم 1998–99 ولمدة موسمين، مشاركًا في 20 مباراة ولم يسجل أي هدف. ثم انتقل إلى نادي كارديف سيتي في موسم 2000–01 في المرة الأولى ليلعب معه خمسة مواسم ثم في موسم 2014–15 لمدة موسم واحد، حيث شارك طوالها في 201 مباراة سجل خلالها 10 أهداف. لينتقل بعدها إلى نادي وست هام يونايتد في موسم 2005–06 ليلعب معه ستة مواسم، مشاركًا في 96 مباراة ولم يسجل أي هدف. ثم انتقل إلى نادي كوينز بارك رينجرز في موسم 2011–12 لمدة موسم واحد، مشاركًا في 17 مباراة ولم يسجل أي هدف أيضًا. هذا وانتقل لاحقًا إلى نادي كريستال بالاس في موسم 2012–13 ولمدة موسمين، مشاركًا في 33 مباراة سجل خلالها هدفين.

## روابط خارجية
- دانييل غابيدون على موقع إي إس بي إن إف سي (الإنجليزية)
- دانييل غابيدون على موقع قاعدة بيانات كرة القدم.إي يو (الإنجليزية)
- دانييل غابيدون على موقع ناشيونال فوتبول تيمز (الإنجليزية)
- دانييل غابيدون على موقع Soccerbase.com (لاعب) (الإنجليزية)
- دانييل غابيدون على موقع عالم كرة القدم.نت (الإنجليزية)
- دانييل غابيدون على موقع كووورة
- دانييل غابيدون على موقع AS.com (الإسبانية)